# East Hampton (wieś)
East Hampton – wieś w Stanach Zjednoczonych, w stanie Nowy Jork, w hrabstwie Suffolk na Long Island, nad Oceanem Atlantyckim.